# Apeldoorn Osseveld vasútállomás
Apeldoorn Osseveld vasútállomás Hollandiában, Apeldoorn községben, Apeldoorn településen.

## Vasútvonalak
Az állomást az alábbi vasútvonalak érintik:
- Apeldoorn–Deventer-vasútvonal

## Kapcsolódó állomások
A vasútállomáshoz az alábbi állomások vannak a legközelebb:
- Apeldoorn vasútállomás
- Twello vasútállomás